# Polnische Poolbillard-Meisterschaft 1992
Die polnische Poolbillard-Meisterschaft 1992 war die erste Austragung der nationalen Meisterschaft in der Billardvariante Poolbillard. Sie fand vom 5. bis 7. November 1992 in Katowice statt und wurde in der Disziplin 8-Ball ausgespielt. Krzysztof Kutacha gewann das Turnier, an dem 128 Spieler teilnahmen, im Finale gegen Robert Siemaszko.

## Medaillengewinner
| Disziplin       | Gold                                  | Silber                                 | Bronze                               |
| --------------- | ------------------------------------- | -------------------------------------- | ------------------------------------ |
| Herren – 8-Ball | Krzysztof Kutacha (Zamkowa Sosnowiec) | Robert Siemaszko (Snooker Częstochowa) | Marek Łukasiewicz (Stodoła Warszawa) |